# Список кавалеров ордена «За заслуги перед Отечеством» за 2008 год

## Кавалеры ордена I степени
1. 4 апреля 2008 года, № 454 — Быстрицкая, Элина Авраамовна — артистка федерального государственного учреждения культуры «Государственный академический Малый театр России», город Москва[1]
2. 13 октября 2008 года, № 1460 — Захаров, Марк Анатольевич — художественный руководитель Московского государственного театра «Ленком»[2]
3. 26 ноября 2008 года, № 1653 — Патон, Борис Евгеньевич — президент Национальной академии наук Украины, директор Института электросварки им. Е. О. Патона Национальной академии наук Украины[3]
4. 9 декабря 2008 года, № 1750 — Темирканов, Юра Хатиевич — художественный руководитель федерального государственного учреждения культуры «Санкт-Петербургская академическая филармония им. Д. Д. Шостаковича», художественный руководитель, главный дирижёр Заслуженного коллектива России академического симфонического оркестра федерального государственного учреждения культуры «Санкт-Петербургская академическая филармония им. Д. Д. Шостаковича»[4]
5. 17 декабря 2008 года, № 1789 — Волчек, Галина Борисовна — художественный руководитель государственного учреждения культуры города Москвы «Московский театр „Современник“»[5]

## Кавалеры ордена II степени
1. 8 февраля 2008 года, № 167 — Дедов, Иван Иванович — руководитель Федерального агентства по высокотехнологичной медицинской помощи
2. 16 апреля 2008 года, № 496 — Ишаев, Виктор Иванович — губернатор Хабаровского края
3. 5 мая 2008 года, № 674 — Вознесенский, Андрей Андреевич — поэт, город Москва
4. 5 мая 2008 года, № 680 — Пирузян, Лев Арамович — академик Российской академии наук, главный научный сотрудник Института химической физики имени Н. Н. Семенова Российской академии наук, город Москва
5. 6 мая 2008 года, № 704 — Фёдоров, Владимир Дмитриевич — академик Российской академии медицинских наук, директор федерального государственного учреждения «Институт хирургии имени А. В. Вишневского Федерального агентства по высокотехнологичной медицинской помощи», город Москва
6. 3 июня 2008 года, № 875 — генерал армии Балуевский, Юрий Николаевич
7. 10 июня 2008 года, № 918 — Яковлев, Юрий Васильевич — артист федерального государственного учреждения культуры «Государственный академический театр имени Евгения Вахтангова», город Москва
8. 10 июня 2008 года, № 923 — Георгиев, Георгий Павлович — главный научный сотрудник Института биологии гена Российской академии наук, советник Российской академии наук, город Москва
9. 3 июля 2008 года, № 1035 — Коновалов, Александр Николаевич — директор государственного учреждения «Научно-исследовательский институт нейрохирургии имени академика Н. Н. Бурденко» Российской академии медицинских наук, город Москва
10. 3 июля 2008 года, № 1036 — Измеров, Николай Федотович — директор государственного учреждения «Научно-исследовательский институт медицины труда» Российской академии медицинских наук, город Москва
11. 3 июля 2008 года, № 1037 — Рязанов, Эльдар Александрович — художественный руководитель государственного учреждения культуры города Москвы «Кинотеатральный центр „Эльдар“»
12. 19 сентября 2008 года, № 1392 — Зубков, Виктор Алексеевич — первый заместитель Председателя Правительства Российской Федерации
13. 17 октября 2008 года, № 1498 — Пастухов, Борис Николаевич — старший вице-президент Торгово-промышленной палаты Российской Федерации
14. 6 ноября 2008 года, № 1586 — Козак, Дмитрий Николаевич — Заместитель Председателя Правительства Российской Федерации
15. 17 ноября 2008 года, № 1612 — Этуш, Владимир Абрамович — президент, художественный руководитель федерального образовательного учреждения высшего профессионального образования «Театральный институт имени Бориса Щукина при Государственном академическом театре имени Евг. Вахтангова», город Москва
16. 20 ноября 2008 года, № 1629 — Добронравов, Николай Николаевич — поэт, город Москва
17. 20 ноября 2008 года, № 1630 — Баталов, Алексей Владимирович — заведующий кафедрой федерального государственного образовательного учреждения высшего и послевузовского профессионального образования «Всероссийский государственный университет кинематографии имени С. А. Герасимова», город Москва
18. 1 декабря 2008 года, № 1694 — Броневой, Леонид Сергеевич — артист государственного учреждения культуры города Москвы «Московский государственный театр „Ленком“»
19. 17 декабря 2008 года, № 1791 — Григорьев, Александр Андреевич — руководитель Федерального агентства по государственным резервам (посмертно)

## Кавалеры ордена III степени
1. 9 января 2008 года, № 4 — Груздев, Владимир Сергеевич — первый заместитель председателя Комитета Государственной думы по гражданскому, уголовному, арбитражному и процессуальному законодательству
2. 10 января 2008 года, № 27 — Кажлаев, Мурад Магомедович — художественный руководитель, главный дирижёр Академического Большого концертного оркестра имени Ю. В. Силантьева федерального государственного учреждения по организации, производству и распространению музыкальных и культурно-просветительских программ «Российский государственный музыкальный телерадиоцентр», город Москва
3. 17 января 2008 года, № 52 — Тулеев, Аман-гельды Молдагазыевич — губернатор Кемеровской области
4. 25 января 2008 года, № 92 — Лазарев, Александр Сергеевич — артист государственного учреждения культуры города Москвы «Московский академический театр имени Вл. Маяковского»
5. 6 февраля 2008 года, № 146 — Романенко, Геннадий Алексеевич — президент Российской академии сельскохозяйственных наук
6. 8 февраля 2008 года, № 171 — Беленков, Юрий Никитич — руководитель Федерального агентства по здравоохранению и социальному развитию
7. 8 февраля 2008 года, № 172 — Трубецкой, Климент Николаевич — академик Российской академии наук, советник Института проблем комплексного освоения недр Российской академии наук, город Москва
8. 14 февраля 2008 года, № 195 — Миронов, Сергей Михайлович — Председатель Совета Федерации Федерального собрания Российской Федерации
9. 18 февраля 2008 года, № 212 — Зорькин, Валерий Дмитриевич — Председатель Конституционного суда Российской Федерации
10. 21 февраля 2008 года, № 220 — Трубилин, Иван Тимофеевич — академик Российской академии сельскохозяйственных наук, президент федерального государственного образовательного учреждения высшего профессионального образования «Кубанский государственный аграрный университет», Краснодарский край
11. 21 февраля 2008 года, № 225 — Гаврилов, Валерий Васильевич — глава Дмитровского муниципального района Московской области
12. 21 февраля 2008 года, № 234 — Кочергин, Эдуард Степанович — главный художник федерального государственного учреждения культуры «Российский государственный академический Большой драматический театр имени Г. А. Товстоногова», город Санкт-Петербург
13. 22 февраля 2008 года, № 235 — Савенков, Александр Николаевич — первый заместитель министра юстиции Российской Федерации
14. 23 февраля 2008 года, № 246 — Полтавченко, Георгий Сергеевич — полномочный представитель Президента Российской Федерации в Центральном федеральном округе
15. 23 февраля 2008 года, № 247 — Зязиков, Мурат Магометович — Президент Республики Ингушетия[6]
16. 28 февраля 2008 года, № 266 — Видяпин, Виталий Иванович — ректор государственного образовательного учреждения высшего профессионального образования «Российская экономическая академия имени Г. В. Плеханова», город Москва
17. 22 марта 2008 года, № 375 — Гаев, Дмитрий Владимирович — начальник государственного унитарного предприятия города Москвы «Московский ордена Ленина и ордена Трудового Красного Знамени метрополитен имени В. И. Ленина»
18. 22 марта 2008 года, № 388 — Винокур, Владимир Натанович — художественный руководитель федерального государственного учреждения культуры «Государственный театр пародий под руководством В. Винокура», город Москва
19. 25 марта 2008 года, № 624 — Чепалова, Юлия Анатольевна — трёхкратный олимпийский чемпион по лыжным гонкам
20. 9 апреля 2008 года, № 456 — Черномырдин, Виктор Степанович — чрезвычайный и полномочный посол Российской Федерации на Украине
21. 11 апреля 2008 года, № 481 — Агеенко, Евгений Маркович — начальник Санкт-Петербургского государственного учреждения здравоохранения «Госпиталь для ветеранов войн»
22. 21 апреля 2008 года, № 517 — Шкурко, Александр Иванович — директор федерального государственного учреждения культуры «Государственный Исторический музей», город Москва
23. 24 апреля 2008 года, № 559 — Кацыв, Пётр Дмитриевич — заместитель председателя правительства Московской области, министр транспорта правительства Московской области
24. 24 апреля 2008 года, № 577 — Курилко-Рюмин, Михаил Михайлович — художник, главный ученый секретарь президиума Российской академии художеств, город Москва
25. 29 апреля 2008 года, № 619 — Маторин, Владимир Анатольевич — солист оперы федерального государственного учреждения «Государственный академический Большой театр России», город Москва
26. 30 апреля 2008 года, № 641 — Григорьев, Анатолий Иванович — вице-президент Российской академии наук
27. 5 мая 2008 года, № 678 — Сидоров, Валентин Михайлович — художник, председатель Всероссийской творческой общественной организации «Союз художников России», город Москва
28. 5 мая 2008 года, № 679 — Крохин, Олег Николаевич — академик Российской академии наук, заместитель директора по научным вопросам Физического института имени П. Н. Лебедева Российской академии наук, город Москва
29. 21 мая 2008 года, № 822 — Грызлов, Борис Вячеславович — Председатель Государственной думы Федерального собрания Российской Федерации
30. 21 мая 2008 года, № 822 — Морозов, Олег Викторович — Первый заместитель Председателя Государственной думы Федерального собрания Российской Федерации
31. 26 мая 2008 года, № 840 — Макаров, Валерий Леонидович — академик Российской академии наук, директор Центрального экономико-математического института Российской академии наук, академик-секретарь Отделения общественных наук Российской академии наук, город Москва
32. 26 мая 2008 года, № 841 — Ковалёв, Олег Иванович — губернатор Рязанской области
33. 4 июня 2008 года, № 891 — Наточин, Юрий Викторович — советник Российской академии наук, город Москва
34. 12 июня 2008 года, № 955 — Смелянский, Анатолий Миронович — ректор федерального государственного образовательного учреждения высшего профессионального образования «Школа-студия (институт) имени Вл. И. Немировича-Данченко при Московском Художественном академическом театре имени А. П. Чехова»
35. 16 июня 2008 года, № 964 — Брижан, Анатолий Илларионович — управляющий директор открытого акционерного общества «Синарский трубный завод», Свердловская область
36. 17 июня 2008 года, № 972 — Тихвинский, Сергей Леонидович — академик, советник президиума Российской академии наук
37. 3 июля 2008 года, № 1040 — Маланин, Владимир Владимирович — ректор государственного образовательного учреждения высшего профессионального образования «Пермский государственный университет»
38. 10 июля 2008 года, № 1045 — Вайншток, Семён Михайлович, город Москва
39. 30 августа 2008 года, № 1275 — Латышев, Пётр Михайлович — полномочный представитель Президента Российской Федерации в Уральском федеральном округе
40. 12 ноября 2008 года, № 1602 — Швецова, Людмила Ивановна — первый заместитель мэра Москвы
41. 16 ноября 2008 года, № 1606 — Кресс, Виктор Мельхиорович — губернатор Томской области
42. 17 ноября 2008 года, № 1613 — Дементьев, Андрей Дмитриевич — поэт
43. 1 декабря 2008 года, № 1692 — Васильев, Владимир Викторович — хореограф Государственного академического Большого театра России, г. Москва
44. 1 декабря 2008 года, № 1698 — Михайлов, Вячеслав Григорьевич — председатель Совета общественной организации «Московский Дом ветеранов (пенсионеров) войн и Вооруженных Сил»
45. 18 декабря 2008 года, № 1798 — Савченко, Евгений Степанович — губернатор Белгородской области
46. 24 декабря 2008 года, № 1842 — Бенцианов, Бенциан Ноевич — художественный руководитель эстрады Санкт-Петербургского государственного концертно-филармонического учреждения «Петербург-концерт»
47. 28 декабря 2008 года, № 1862 — Лановой, Василий Семёнович — артист федерального государственного учреждения культуры «Государственный академический театр имени Евгения Вахтангова», город Москва
48. 28 декабря 2008 года, № 1865 — Шмыга, Татьяна Ивановна — солистка Московского государственного академического театра оперетты.
49. 29 декабря 2008 года, № 1876 — Винер, Ирина Александровна — главный тренер сборной команды России по художественной гимнастике государственного учреждения «Центр спортивной подготовки сборных команд России»

## Кавалеры ордена IV степени
1. 9 января 2008 года, № 13 — Мецаев, Эдуард Михайлович — руководитель Архивной службы Республики Северная Осетия-Алания
2. 9 января 2008 года, № 14 — Николаев, Михаил Ефимович — член Совета Федерации Федерального собрания Российской Федерации от Правительства Республики Саха (Якутия), заместитель Председателя Совета Федерации Федерального собрания Российской Федерации
3. 9 января 2008 года, № 15 — Никонов, Борис Иванович — руководитель Управления Федеральной службы по надзору в сфере защиты прав потребителей и благополучия человека по Свердловской области
4. 9 января 2008 года, № 16 — Фирсов, Владимир Иванович — поэт, город Москва
5. 9 января 2008 года, № 16 — Яковенко, Сергей Борисович — певец, музыковед, член общественной организации «Союз композиторов России», город Москва
6. 9 января 2008 года, № 17 — Фесенко, Николай Валерьянович — главный научный сотрудник государственного научного учреждения «Всероссийский научно-исследовательский институт зернобобовых и крупяных культур» Российской академии сельскохозяйственных наук, Орловская область
7. 9 января 2008 года, № 18 — Прох, Валерий Эдуардович — глава города Дубны
8. 10 января 2008 года, № 27 — Дога, Евгений Дмитриевич — композитор, город Москва
9. 11 января 2008 года, № 33 — Кабанов, Михаил Всеволодович — директор Института мониторинга климатических и экологических систем Сибирского отделения Российской академии наук, Томская область
10. 11 января 2008 года, № 33 — Шабанов, Василий Филиппович — директор Института физики имени Л. В. Киренского Сибирского отделения Российской академии наук, Красноярский край
11. 21 января 2008 года, № 53 — Боос, Георгий Валентинович — губернатор Калининградской области
12. 22 января 2008 года, № 73 — Сапрыкин, Пётр Васильевич — руководитель департамента жилищной политики и жилищного фонда города Москвы
13. 25 января 2008 года, № 87 — Приходько, Вячеслав Михайлович — член-корреспондент Российской академии наук, ректор государственного образовательного учреждения высшего профессионального образования «Московский автомобильно-дорожный институт (государственный технический университет)»
14. 25 января 2008 года, № 91 — Крол, Анатолий Ошерович — композитор, город Москва
15. 25 января 2008 года, № 91 — Хруцкий, Эдуард Анатольевич — писатель и кинодраматург, город Москва
16. 31 января 2008 года, № 132 — Иванов, Сергей Борисович — Первый заместитель Председателя Правительства Российской Федерации
17. 6 февраля 2008 года, № 145 — Меликьян, Геннадий Георгиевич — первый заместитель Председателя Центрального банка Российской Федерации
18. 6 февраля 2008 года, № 148 — Майкова, Людмила Николаевна — председатель Федерального арбитражного суда Московского округа
19. 6 февраля 2008 года, № 149 — Оводенко, Анатолий Аркадьевич — ректор государственного образовательного учреждения высшего профессионального образования «Санкт-Петербургский государственный университет аэрокосмического приборостроения»
20. 6 февраля 2008 года, № 151 — Донченко, Александр Семёнович — председатель Сибирского отделения Российской академии сельскохозяйственных наук, директор государственного научного учреждения «Институт экспериментальной ветеринарии Сибири и Дальнего Востока» Сибирского отделения Российской академии сельскохозяйственных наук, Новосибирская область
21. 7 февраля 2008 года, № 154 — Паухова, Татьяна Олеговна — заместитель генерального директора-главный редактор Главной редакции электронного средства массовой информации «Общероссийский государственный канал „Культура“» федерального государственного унитарного предприятия «Всероссийская государственная телевизионная и радиовещательная компания»
22. 7 февраля 2008 года, № 155 — Барвинок, Виталий Алексеевич — заведующий кафедрой государственного образовательного учреждения высшего профессионального образования «Самарский государственный аэрокосмический университет имени академика С. П. Коропева»
23. 21 февраля 2008 года, № 221 — Леманский, Александр Алексеевич — Москва (посмертно)
24. 21 февраля 2008 года, № 224 — Голутва, Александр Алексеевич — заместитель руководителя Федерального агентства по культуре и кинематографии
25. 21 февраля 2008 года, № 233 — Саввиди, Иван Игнатьевич — депутат Государственной думы Федерального собрания Российской Федерации
26. 22 февраля 2008 года, № 235 — Адельханян, Роберт Артурович — директор Департамента международного права и сотрудничества Министерства юстиции Российской Федерации
27. 22 февраля 2008 года, № 235 — Полякова, Валентина Леонидовна — директор Департамента государственной службы и кадров Министерства юстиции Российской Федерации
28. 28 февраля 2008 года, № 265 — Боксимер, Эвир Аврамович — генеральный директор открытого акционерного общества «Завод „Сарансккабель“», Республика Мордовия
29. 3 марта 2008 года, № 300 — Фёдоров, Владимир Михайлович — генеральный директор открытого акционерного общества «Корпорация Сплав», Новгородская область
30. 4 марта 2008 года, № 307 — Исаев, Анатолий Константинович — советник президента Российского футбольного союза, город Москва
31. 4 марта 2008 года, № 307 — Тарпищев, Шамиль Анвярович — советник руководителя Федерального агентства по физической культуре и спорту
32. 6 марта 2008 года, № 319 — Антонов, Юрий Яковлевич — член совета директоров открытого акционерного общества «Пермское агрегатное объединение „ИНКАР“»
33. 6 марта 2008 года, № 321 — Свиридов, Юрий Алексеевич — судья Верховного суда Российской Федерации
34. 11 марта 2008 года, № 331 — Ганиев, Ривнер Фазылович — директор Научного центра нелинейной волновой механики и технологии Российской академии наук, Москва
35. 17 марта 2008 года, № 356 — Сандриков, Валерий Александрович — заместитель директора государственного учреждения «Российский научный центр хирургии имени академика Б. В. Петровского» Российской академии медицинских наук, Москва
36. 17 марта 2008 года, № 357 — Воронин, Евгений Сергеевич — академик Российской академии сельскохозяйственных наук, ректор федерального государственного образовательного учреждения высшего профессионального образования «Московская государственная академия ветеринарной медицины и биотехнологии имени К. И. Скрябина»
37. 22 марта 2008 года, № 380 — Яицкий, Николай Антонович — ректор государственного образовательного учреждения высшего профессионального образования «Санкт-Петербургский государственный медицинский университет имени академика И. П. Павлова»
38. 22 марта 2008 года, № 383 — Лосюков, Александр Прохорович — заместитель министра иностранных дел Российской Федерации
39. 26 марта 2008 года, № 409 — Шмаринов, Алексей Дементьевич — художник, руководитель творческой мастерской графики, член президиума Российской академии художеств, город Москва
40. 27 марта 2008 года, № 414 — Веселовский, Сергей Иванович — начальник оперативно-распорядительного управления мэра Москвы
41. 29 марта 2008 года, № 423 — Резник, Илья Рахмиэлевич — поэт, член Общероссийской общественной организации «Союз литераторов Российской Федерации», Москва
42. 29 марта 2008 года, № 428 — Митта, Александр Наумович — кинорежиссёр-постановщик, город Москва
43. 3 апреля 2008 года, № 446 — Хлопонин, Александр Геннадиевич — губернатор Красноярского края
44. 8 апреля 2008 года, № 463 — Михайлов, Михаил Георгиевич — заместитель губернатора и председатель коллегии-руководитель аппарата губернатора и коллегии Орловской области
45. 11 апреля 2008 года, № 478 — Оссовский, Лев Моисеевич — директор и главный дирижёр федерального государственного учреждения культуры «Московский государственный академический Камерный музыкальный театр под художественным руководством Б. А. Покровского»
46. 11 апреля 2008 года, № 482 — Михайлов, Вячеслав Александрович — заведующий кафедрой национальных, федеративных и международных отношений Российской академии государственной службы при Президенте Российской Федерации
47. 21 апреля 2008 года, № 523 — Берестовой, Виктор Иванович — заместитель Председателя Центрального банка Российской Федерации
48. 21 апреля 2008 года, № 527 — Пантелеев, Алексей Борисович — вице-губернатор Московской области
49. 21 апреля 2008 года, № 528 — Митрополит Герман (Тимофеев Геннадий Евгеньевич) — митрополит Волгоградский и Камышинский, управляющий Волгоградской епархией
50. 22 апреля 2008 года, № 544 — Перчик, Василий Троянович — директор, старший тренер-преподаватель муниципального образовательного учреждения дополнительного образования детей «Специализированная детско-юношеская школа олимпийского резерва по борьбе самбо», Краснокамск Пермский край
51. 24 апреля 2008 года, № 559 — Лукьянчиков, Александр Васильевич — первый заместитель руководителя аппарата мэра и правительства Москвы
52. 24 апреля 2008 года, № 561 — Дрегалин, Анатолий Фёдорович — заведующий кафедрой государственного образовательного учреждения высшего профессионального образования «Казанский государственный технический университет имени А. Н. Туполева», Республика Татарстан
53. 24 апреля 2008 года, № 564 — Посохин, Михаил Михайлович — генеральный директор государственного унитарного предприятия города Москвы «Управление по проектированию общественных зданий и сооружений „Моспроект-2“ имени М. В. Посохина»
54. 24 апреля 2008 года, № 569 — Месяц, Валентин Карпович — член Консультационного совета при Министерстве сельского хозяйства Российской Федерации
55. 24 апреля 2008 года, № 569 — Черноиванов, Вячеслав Иванович — директор государственного научного учреждения «Всероссийский научно-исследовательский технологический институт ремонта и эксплуатации машинно-тракторного парка» Российской академии сельскохозяйственных наук,Москва
56. 24 апреля 2008 года, № 574 — Ермакова, Людмила Владимировна — художественный руководитель-главный дирижёр коллектива «Мастера хорового пения» федерального государственного учреждения по организации, производству и распространению музыкальных и культурнопросветительских программ «Российский государственный музыкальный телерадиоцентр», Москва
57. 24 апреля 2008 года, № 574 — Мирошниченко, Ирина Петровна — артистка федерального государственного учреждения культуры «Московский Художественный академический театр имени А. П. Чехова»
58. 24 апреля 2008 года, № 575 — Скрябин, Константин Георгиевич — директор Центра «Биоинженерия» Российской академии наук, Москва
59. 24 апреля 2008 года, № 576 — Сазонов, Виктор Фёдорович — председатель Самарской губернской думы
60. 26 апреля 2008 года, № 596 — Бронштейн, Александр Семёнович — президент закрытого акционерного общества «Центр эндохирургии и литотрипсии», город Москва
61. 27 апреля 2008 года, № 600 — Рошаль, Леонид Михайлович — директор государственного учреждения эдравоохранения города Москвы «Научно-исследовательский институт неотложной детской хирургии и травматологии»
62. 29 апреля 2008 года, № 615 — Шохин, Александр Николаевич — президент Общероссийской общественной организации «Российский союз промышленников и предпринимателей», город Москва
63. 29 апреля 2008 года, № 623 — Насонов, Яков Александрович — заместитель главного врача муниципального учреждения здравоохранкния «Первая городская клиническая больница скорой медицинской помощи», Архангельск
64. 30 апреля 2008 года, № 635 — Франк, Сергей Оттович — генеральный директор открытого акционерного общества «Современный коммерческий флот», город Санкт-Петербург
65. 30 апреля 2008 года, № 637 — Тупикин, Анатолий Петрович — проректор-директор Института профессиональной переподготовки и повышения квалификации федерального государственного образовательного учреждения высшего профессионального образования «Российская академия государственной службы при Президенте Российской Федерации»
66. 1 мая 2008 года, № 665 — Нестеров, Александр Григорьевич — заместитель полномочного представителя Президента Российской Федерации в Северо-Западном федеральном округе
67. 2 мая 2008 года, № 666 — Гергиев, Валерий Абисалович — художественный руководитель — директор федерального государственного учреждения культуры «Государственный академический Мариинский театр», город Санкт-Петербург
68. 5 мая 2008 года, № 681 — Оводов, Юрий Семёнович — академик Российской академии наук, директор Института физиологии Коми научного центра
69. 6 мая 2008 года, № 701 — Лахова, Екатерина Филипповна — депутат Государственной думы Федерального собрания Российской Федерации, заместитель председателя Комитета Государственной думы по труду и социальной политике
70. 6 мая 2008 года, № 705 — Копейкин, Михаил Юрьевич — заместитель Руководителя Аппарата Правительства Российской Федерации
71. 19 мая 2008 года, № 813 — Хабриева, Талия Ярулловна — директор федерального государственного научно-исследовательского учреждения «Институт законодательства и сравнительного правоведения при Правительстве Российской Федерации»
72. 19 мая 2008 года, № 814 — Чернов, Николай Васильевич — начальник государственного учреждения здравоохранения «Бюро судебно-медицинской экспертизы», Республика Башкортостан
73. 21 мая 2008 года, № 822 — Баскаев, Аркадий Георгиевич — первый заместитель председателя Комитета Государственной думы Федерального собрания Российской Федерации по делам национальностей
74. 21 мая 2008 года, № 822 — Востротин, Валерий Александрович — член Комитета Государственной думы Федерального собрания Российской Федерации по безопасности
75. 21 мая 2008 года, № 822 — Карелин, Александр Александрович — член Комитета Государственной думы Федерального собрания Российской Федерации по международным делам
76. 21 мая 2008 года, № 822 — Липатов, Юрий Александрович — председатель Комитета Государственной думы Федерального собрания Российской Федерации по энергетике
77. 21 мая 2008 года, № 822 — Москалец, Александр Петрович — первый заместитель председателя Комитета Государственной думы Федерального собрания Российской Федерации по конституционному законодательству и государственному строительству
78. 21 мая 2008 года, № 822 — Розуван, Алексей Михайлович — член Комитета Государственной думы Федерального собрания Российской Федерации по безопасности
79. 21 мая 2008 года, № 822 — Слиска, Любовь Константиновна — заместитель Председателя Государственной думы Федерального собрания Российской Федерации
80. 21 мая 2008 года, № 824 — Овчинников, Адольф Николаевич — художник-реставратор федерального государственного учреждения культуры «Всероссийский художественный научно-реставрационный центр имени академика И. Э. Грабаря», город Москва
81. 21 мая 2008 года, № 825 — Анохин, Виктор Стефанович — председатель Арбитражного суда Воронежской области
82. 21 мая 2008 года, № 825 — Викторов, Валерьян Николаевич — первый заместитель Руководителя Аппарата Совета Федерации Федерального собрания Российской Федерации
83. 26 мая 2008 года, № 843 — Толоконский, Виктор Александрович — губернатор Новосибирской области
84. 4 июня 2008 года, № 890 — Алчиев, Николай Юрьевич — заместитель Председателя Народного собрания Республики Дагестан
85. 4 июня 2008 года, № 891 — Гайдаров, Насир Алиевич — заместитель Председателя Народного собрания Республики Дагестан
86. 4 июня 2008 года, № 892 — Закомырдин, Александр Андреевич — научный консультант-руководитель научно-методического центра по химическим технологиям при государственном научном учреждении «Всероссийский научно-исследовательский институт ветеринарной санитарии, гигиены и экологии» Российской академии сельскохозяйственных наук, город Москва
87. 4 июня 2008 года, № 892 — Ушачёв, Иван Григорьевич — директор государственного научного учреждения «Всероссийский научно-исследовательский институт экономики сельского хозяйства» Российской академии сельскохозяйственных наук, город Москва
88. 4 июня 2008 года, № 893 — Базилевская, Инна Натановна — главный научный сотрудник научно-исследовательского сектора федерального государственного образовательного учреждения высшего профессионального образования «Школа-студия имени Вл. И. Немировича-Данченко при Московском Художественном академическом театре имени А. П. Чехова»
89. 4 июня 2008 года, № 893 — Слонимский, Сергей Михайлович — профессор федерального государственного образовательного учреждения высшего профессионального образования «Санкт-Петербургская государственная консерватория (академия) имени Н. А. Римского-Корсакова»
90. 4 июня 2008 года, № 895 — Белецкий, Михаил Сергеевич — генеральный директор сельскохозяйственного производственного кооператива «Сельскохозяйственная артель (колхоз) „Москва“», Боровский район Калужской области
91. 4 июня 2008 года, № 895 — Толстиков, Юрий Иванович — директор закрытого акционерного общества «Искра», Ужурский район Красноярского края
92. 4 июня 2008 года, № 900 — Нарышкин, Сергей Евгеньевич — Руководитель Администрации Президента Российской Федерации
93. 4 июня 2008 года, № 901 — Щадов, Михаил Иванович — профессор государственного образовательного учреждения высшего профессионального образования «Московский государственный горный университет»
94. 10 июня 2008 года, № 920 — Ширков, Дмитрий Васильевич — академик Российской академии наук, почетный директор лаборатории теоретической физики международной межправительственной организации «Объединенный институт ядерных исследований», Московская область
95. 10 июня 2008 года, № 929 — Петраков, Николай Яковлевич — академик Российской академии наук, директор Института проблем рынка Российской академии наук, Москва
96. 12 июня 2008 года, № 955 — Остроумова, Ольга Михайловна — артистка государственного учреждения культуры города Москвы «Государственный академический театр имени Моссовета»
97. 16 июня 2008 года, № 957 — Якунин, Владимир Иванович — президент открытого акционерного общества «Российские железные дороги», Москва
98. 23 июня 2008 года, № 986 — Трошев, Геннадий Николаевич — действительный государственный советник Российской Федерации 2 класса
99. 23 июня 2008 года, № 986 — Шустицкий, Юрий Семёнович — действительный государственный советник Российской Федерации 1 класса
100. 3 июля 2008 года, № 1039 — Френкель, Марат Ошерович — начальник государственного учреждения «Кировский областной центр по гидрометеорологии и мониторингу окружающей среды» Верхне-Волжского межрегионального территориального управления Федеральной службы по гидрометеорологии и мониторингу окружающей среды
101. 14 июля 2008 года, № 1083 — Мещанов, Геннадий Иванович — генеральный директор открытого акционерного общества «Всероссийский научно-исследовательский, проектно-конструкторский и технологический институт кабельной промышленности», Москва
102. 15 июля 2008 года, № 1094 — Тимашова, Надежда Ивановна — председатель Республиканского совета Общественной организации ветеранов (пенсионеров) Республики Татарстан
103. 17 июля 2008 года, № 1104 — Чуб, Владимир Фёдорович — глава администрации (губернатор) Ростовской области
104. 31 июля 2008 года, № 1158 — Ткаченко, Пётр Фёдорович — Руководитель Аппарата Совета Федерации Федерального Собрания Российской Федерации
105. 5 августа 2008 года, № 1170 — Дмитриев, Владимир Александрович — председатель государственной корпорации «Банк развития и внешнеэкономической деятельности (Внешэкономбанк)», город Москва
106. 6 августа 2008 года, № 1185 — Савченко, Виктор Егорович — действительный государственный советник Российской Федерации 1 класса
107. 16 августа 2008 года, № 1234 — Пимашков, Пётр Иванович — глава города Красноярск
108. 16 августа 2008 года, № 1236 — Нуряев, Анатолий Сергеевич — первый заместитель генерального директора открытого акционерного общества «Сургутнефтегаз», ХМАО-Югра
109. 18 августа 2008 года, № 1244 — Меняйло, Сергей Иванович — вице-адмирал
110. 27 августа 2008 года, № 1273 — Бастрыкин, Александр Иванович — первый заместитель Генерального прокурора Российской Федерации, Председатель Следственного комитета при прокуратуре Российской Федерации
111. 1 сентября 2008 года, № 1286 — Манжосин, Александр Леонидович — начальник Управления Президента Российской Федерации по внешней политике
112. 1 сентября 2008 года, № 1293 — Валеев, Эрнест Абдулович — заместитель Генерального прокурора Российской Федерации
113. 2 сентября 2008 года, № 1301 — Старостенко, Владимир Иванович — начальник Московской железной дороги-филиала открытого акционерного общества «Российские железные дороги»
114. 4 сентября 2008 года, № 1302 — Швыдкой, Михаил Ефимович — доктор искусствоведения, профессор, специальный представитель Президента Российской Федерации по международному культурному сотрудничеству
115. 17 сентября 2008 года, № 1366 — Гордеев, Алексей Васильевич — министр сельского хозяйства Российской Федерации
116. 18 сентября 2008 года, № 1385 — Давидсон, Арон Михайлович — профессор государственного образовательного учреждения высшего профессионального образования «Северо-Кавказский горнметаллургический институт (государственный технологический университет)», Республика Северная Осетия — Алания
117. 29 сентября 2008 года, № 1422 — Наседкин, Алексей Аркадьевич — профессор федерального государственного образовательного учреждения высшего профессионального образования (университета) «Московская государственная консерватория имени П. И. Чайковского»
118. 29 сентября 2008 года, № 1422 — Юхтин, Гений Гаврилович — артист федерального государственного учреждения культуры «Государственный театр киноактера», город Москва
119. 1 октября 2008 года, № 1426 — Рудакова, Маргарита Всеволодовна — заместитель начальника Контрольного управления Президента Российской Федерации
120. 4 октября 2008 года, № 1436 — Чигищев, Владимир Иванович — председатель сельскохозяйственного производственного кооператива «Нива», Ферзиковский райор Калужской области
121. 12 октября 2008 года, № 1454 — Росляков, Николай Николаевич — генеральный директор открытого акционерного общества «Племенной завод „Октябрьский“», Куменский район Кировской области
122. 12 октября 2008 года, № 1457 — Маркина, Людмила Николаевна — генеральный директор открытого акционерного общества «Московский мельничный комбинат № 3»
123. 16 октября 2008 года, № 1486 — Шор, Константин Борисович — начальник Московского главного территориального управления Центрального банка Российской Федерации
124. 1 ноября 2008 года, № 1568 — Оборкина, Любовь Николаевна — руководитель Государственной инспекции по контролю за использованием объектов недвижимости города Москвы
125. 7 ноября 2008 года, № 1590 — Громов, Борис Всеволодович — губернатор Московской области
126. 7 ноября 2008 года, № 1592 — Кубанова, Анна Алексеевна — директор федерального государственного учреждения «Центральный научно-исследовательский кожно-венерологический институт», Москва
127. 8 ноября 2008 года, № 1593 — Матвеенко, Валерий Павлович — академик Российской академии наук, директор Института механики сплошных сред Уральского отделения Российской академии наук,Пермский край
128. 12 ноября 2008 года, № 1604 — Мессерер, Борис Асафович — художник, член президиума Российской академии художеств, город Москва
129. 20 ноября 2008 года, № 1628 — Антюфеев, Григорий Валентинович — председатель комитета по туризму, город Москва
130. 1 декабря 2008 года, № 1665 — Савинская, Надежда Алексеевна — начальник Главного управления Центрального банка Российской Федерации по городу Санкт-Петербургу
131. 1 декабря 2008 года, № 1693 — Максимова, Екатерина Сергеевна — репетитор по балету федерального государственного учреждения «Государственный академический Большой театр России», город Москва
132. 1 декабря 2008 года, № 1696 — Подзолков, Владимир Петрович — академик Российской академии медицинских наук, заместитель директора государственного учреждения «Научный центр сердечно-сосудистой хирургии имени А. Н. Бакулева» Российской академии медицинских наук, город Москва
133. 1 декабря 2008 года, № 1697 — Мутко, Виталий Леонтьевич — министр спорта, туризма и молодёжной политики Российской Федерации
134. 1 декабря 2008 года, № 1702 — Пучков, Лев Александрович — президент государственного образовательного учреждения высшего профессионального образования «Московский государственный горный университет»
135. 1 декабря 2008 года, № 1703 — Мельников, Николай Николаевич — академик Российской академии наук, директор Горного института Кольского научного центра Российской академии наук, Мурманская область
136. 7 декабря 2008 года, № 1737 — Шахрай, Сергей Михайлович — руководитель аппарата Счётной палаты Российской Федерации
137. 7 декабря 2008 года, № 1737 — Баталова, Людмила Александровна — заместитель председателя Арбитражного суда города Санкт-Петербурга и Ленинградской области
138. 7 декабря 2008 года, № 1738 — Виляк, Олег Ильич — председатель Четвёртого арбитражного апелляционного суда
139. 7 декабря 2008 года, № 1739 — Семёнов, Юрий Николаевич — заместитель председателя Калининградской областной думы
140. 7 декабря 2008 года, № 1739 — Толмачёв, Николай Васильевич — председатель Федерального арбитражного суда Западно-Сибирского округа
141. 7 декабря 2008 года, № 1739 — Юдин, Виктор Гаврилович — председатель Арбитражного суда Иркутской области
142. 16 декабря 2008 года, № 1782 — Колычёв, Юрий Осипович — артист государственного учреждения культуры города Москвы «Московский государственный театр „Ленком“»
143. 16 декабря 2008 года, № 1783 — Яровенко, Александр Савельевич — генеральный директор общества с ограниченной ответственностью «РН-Туапсенефтепродукт», Краснодарский край
144. 18 декабря 2008 года, № 1795 — Курилов, Владимир Иванович — ректор государственного образовательного учреждения высшего профессионального образования «Дальневосточный государственный университет», Приморский край
145. 18 декабря 2008 года, № 1797 — Потапов, Александр Александрович — заместитель директора государственного учреждения «Научно-исследовательский институт нейрохирургии имени академика Н. Н. Бурденко», город Москва
146. 23 декабря 2008 года, № 1813 — Голикова, Татьяна Алексеевна — министр здравоохранения и социального развития Российской Федерации
147. 28 декабря 2008 года, № 1863 — Котельников, Геннадий Петрович — академик Российской академии медицинских наук, ректор государственного образовательного учреждения высшего профессионального образования «Самарский государственный медицинский университет»
148. 29 декабря 2008 года, № 1874 — Сааков, Эдуард Саакович — генеральный директор открытого акционерного общества «Атомтехэнерго», Московская область
149. 31 декабря 2008 года, № 1881 — Ресин, Владимир Иосифович — первый заместитель мэра Москвы в правительстве Москвы, руководитель комплекса архитектуры, строительства, развития и реконструкции города Москвы
150. 31 декабря 2008 года, № 1891 — Драгункина, Зинаида Фёдоровна — член Совета Федерации Федерального собрания Российской Федерации от законодательного (представительного) органа государственной власти города Москвы, член Комитета Совета Федерации по образованию и науке